# Bohol
För andra betydelser, se Bohol (olika betydelser).

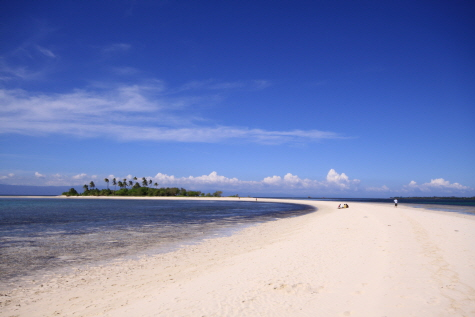
Strand på Bohol.

Provinsens läge i Filippinerna

Bohol är en ö och provins i Filippinerna. Den är belägen i regionen Centrala Visayas och har 1 313 560 invånare (2015) på en yta av 4 117 km². Administrativ huvudort är Tagbilaran City.
Provinsen består av ön Bohol, och ett stort antal småöar varav Panglao är den mest kända.
Provinsen är indelad i 47 kommuner och 1 stad.
Bohol är känt för sina spökdjur och chokladkullar, och har även fina stränder och dykmöjligheter.